# Sint-Eligiuskerk (Oostburg)

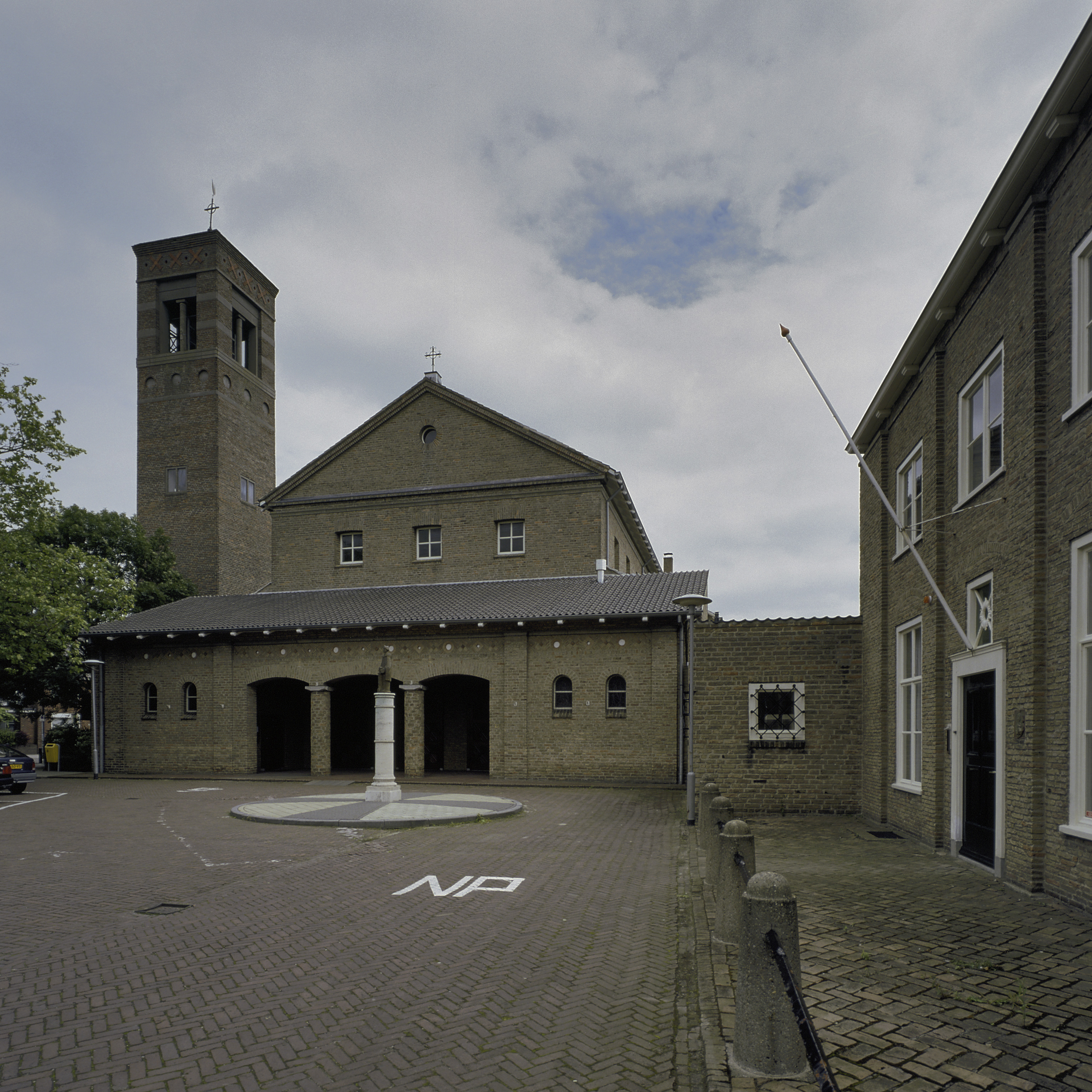
Sint-Eligiuskerk

De Sint-Eligiuskerk is de parochiekerk van de in de Nederlandse gemeente Sluis gelegen plaats Oostburg, gelegen aan het Sint Eligiusplein 10.

## Geschiedenis
Tot 1604 kerkten de katholieken in de voormalige Eloykerk. In dit jaar werd deze kerk een hervormde kerk. De katholieken moesten voor hun religieuze plicht sindsdien in de nabijgelegen Zuidelijke Nederlanden terecht, zoals in Sint-Margriete.
In 1804 kochten de katholieken de Waalse kerk en hielden daar hun kerkdiensten. In 1886 werd een eigen kerkgebouw ingewijd, dat echter in 1944, bij de Slag om de Schelde, verloren ging. De katholieken namen nu hun toevlucht tot de kapel van het Sint-Antoniusziekenhuis.
Een nieuwe kerk verrees in 1949. Het is een bakstenen bouwwerk in basilicastijl, met halfronde apsis, ontworpen door de Bredase architect Frans Mol. De toren werd in 1959 afgebouwd en ontving de klokken die voordien provisorisch in een klokkenstoel hingen. De aangebouwde, 33 meter hoge, toren staat links van de voorgevel, heeft een vierkante plattegrond en wordt bij elke meter hoogte 1 cm smaller. Het ingangsportaal is voorzien van zuilen en een lessenaardak. In de apsis van de kerk bevindt zich een muurschildering, vervaardigd door de Warmondse kunstenaar P. Geeraerts.
Op het kerkplein werd een aantal jaren later een beeldje van Sint-Eligius opgesteld, geplaatst op een zuil.